# جيمس ويلسون الأول
جيمس ويلسون الأول هو محامي وسياسي أمريكي، ولد في 16 أغسطس 1766 في بيتربورو في الولايات المتحدة، وتوفي في 4 يناير 1839 في كين في الولايات المتحدة. انتخب عضو مجلس النواب الأمريكي ‏.